# Julian Leszczyński
Julian Leszczyński, pseudonimy: Leński, Cienki J., J.L., Julian, Jelski, J. Elski, Smętny, Zarzycki i inne (ur. 8 stycznia 1889 w Płocku, zm. 27 września 1937 w Moskwie) – polski działacz komunistyczny i publicysta, członek SDKPiL i KPP.

## Życiorys
Urodził się w rodzinie robotniczej. W 1901 roku został uczniem Gimnazjum Gubernialnego, z którego za udział w strajku szkolnym w 1905 został wydalony. W 1906 przeniósł się do nowo powstałego Gimnazjum Polskiej Macierzy Szkolnej. Był współzałożycielem pisma młodzieżowego „Do Dzieła”, na łamach którego publikował swoje pierwsze prace, w tym wiersze. Od 1906 należał do SDKPiL.
W 1909 r. wstąpił na wydział filozoficzny Uniwersytetu Jagiellońskiego w Krakowie i rozpoczął studia polonistyczne. W czasie studiów był aktywistą Związku Młodzieży Socjalistycznej „Spójnia”, w latach 1910–1911 jego przewodniczącym, a od 1910 również współredaktorem jego organu „Głos Młodzieży Socjalistycznej”. W 1912 przeprowadził się do Warszawy i nawiązał kontakt z tamtejszym SDKPiL, a lutym 1913 roku został członkiem Komitetu Warszawskiego SDKPiL kierowanego przez tzw. „rozłamowców” skonfliktowanych z Zarządem Głównym SDKPiL. W związku z walką o ubezpieczenia społeczne dla robotników napisał z polecenia partii opublikowaną w 1913 broszurę Robotnicza Kasa Chorych, która wyszła w nakładzie 2000 egzemplarzy i spopularyzowała postać Leszczyńskiego. Leszczyński w tym okresie publikuje kilka artykułów o ubezpieczeniach w prasie bolszewickiej w tym w leninowskiej „Prawdzie”. W sierpniu 1913 z ramienia organizacji warszawskiej SDKPiL brał udział w kierowanej przez Lenina naradzie działaczy SDPRR w Poroninie.
22 października 1913 został aresztowany przez żandarmów carskich i następnie osadzony na Pawiaku. Zwolniony w związku z brakiem dowodów. Ponownie aresztowany 19 stycznia 1914 roku i więziony w X Pawilonie Cytadeli Warszawskiej, a w przededniu I wojny światowej przeniesiony do więzienia gubernialnego w Orle, gdzie był jednym z przywódców komuny więziennej (obok Feliksa Dzierżyńskiego). W październiku 1915 r. zwolniony za kaucją na czas przygotowywania procesu. Udał się do Moskwy gdzie działał w Wydziale Szkolnym Komitetu Polskiego Sekcji Nauczycielskiej oraz prowadzi koło dramatyczne w Domu Polskim. Usunięty z tych organizacji w związku z radykalnymi poglądami przenosi się do Piotrogrodu skąd nielegalnie przedostaje się do Szwecji, a potem do Kopenhagi.
Po rewolucji lutowej 1917 i obaleniu caratu wrócił do Piotrogrodu i organizował na terenie Rosji grupy SDKPiL. Na X Zjeździe tych grup wybrano go do Centralnego Komitetu Wykonawczego grup SDKPiL w Rosji. Jesienią 1917, obok Feliksa Dzierżyńskiego, Józefa Unszlichta i innych, Leszczyński wszedł do tzw. Przedparlamentu i Konstytuanty z listy partii bolszewickiej. Wyróżniał się tu jako mówca i publicysta, redagował wychodzącą w tym czasie w Rosji „Trybunę” – organ prasowy Centralnego Komitetu Wykonawczego grup SDKPiL w Rosji. W tym czasie przeciwnik poglądów Lenina o „prawie narodów Rosji do samostanowienia aż do oderwania włącznie” i zwolennik teorii rewolucyjnej Europy bez granic.
Po rozpoczęciu przewrotu bolszewickiego (rewolucji październikowej) wyznaczony do zajęcia Głównego Telegrafu w Piotrogradzie. Od listopada 1917 wraz z grupą polskich rewolucjonistów jako reprezentanci SDKPiL został członkiem Wszechrosyjskiego Centralnego Komitetu Wykonawczego Rad (WCIK). Również w listopadzie 1917 został mianowany kierownikiem Komisariatu do Spraw Polskich, powstałego wówczas w ramach Komisariatu Ludowego do Spraw Narodowości. Powołanie go na to stanowisko uległo zwłoce, gdyż Lenin miał obawy co do jego sekciarskiego stosunku do sprawy narodowej odbiegającego od stanowiska bolszewików. Dopiero interwencja F. Dzierżyńskiego przesądziła o objęciu przez Leńskiego - Leszczyńskiego stanowiska. Na placówce tej razem ze Stanisławem Bobińskim, Kazimierzem Cichowskim, Bronisławem Bortnowskim (Bronkowskim) rozwinął szeroką działalność polityczną, społeczną i kulturalną wśród uchodźców polskich, organizował ich powrót do Polski oraz gromadził, w ramch działań Komisariatu ds. polskich, chroniąc przed zniszczeniem polskie dobra kulturalne rozsiane po ogarniętej chaosem rewolucyjnym Rosji (m.in. wyposażenie Zamku Królewskiego i Pałacu w Łazienkach, zbiory Uniwersytetu Warszawskiego i Liceum Krzemienieckiego, arrasy wawelskie). Był m.in. współautorem dekretu Rady Komisarzy Luddowych o opiece nad zabytkami przeszłości i dziełami sztuki należącymi do narodu polskiego. Był zwolennikiem współpracy z wszystkimi organizacjami polskimi na terenie Rosji nie występującymi czynnie przeciwko władzy bolszewików (zaproszenie do pracy w Komisariacie Polskim skierował również do przedstawicieli PPS - Frakcja Rewolucyjna w Rosji).
Przeciwnik leninowskiej polityki pokoju z Niemcami za wszelką cenę (pokój brzeski z 1918). W październiku 1918 r. na konferencji poświęconej sprawie polskiej Leszczyński mówił : „Stosunek nasz do klasowego państwa polskiego pozostaje ten sam. (…) Zadanie polskiego proletariatu polega dziś na zdruzgotaniu państw klasowych, a nie na ich odbudowie. Istota rewolucji międzynarodowej zawiera się w haśle : „Precz z granicami””.
Po utworzeniu w 1919 Białorusko-Litewskiej Republiki Radzieckiej był przez krótki czas jej komisarzem oświaty, pracując nad rozbudową szkolnictwa polskiego. Od kwietnia 1919 redagował wychodzące w Mińsku polskie pismo rewolucyjne „Młot”. Od 1920 współredagował „Głos Komunisty”, a także zamieszczał swoje artykuły w „Żołnierzu Rewolucji”, „Kalendarzu Robotniczym”, „Trybunie Komunistycznej” (1922) i innych rewolucyjnych wydawnictwach polskich na terenie Rosji Radzieckiej.
W czerwcu 1919 r. Leszczyński rezygnuje z funkcji szefa Komisariatu Polskiego i skierowny zostaje do pracy partyjnej na Ukrainie i w lipcu 1920 roku obejmuje funkcję przewodniczącego Biura Polskiego na Ukrainie. W czasie wojny polsko-bolszewickiej współpracował ściśle z Tymczasowym Komitetem Rewolucyjnym Polski w Białymstoku. Podczas konferencji pokojowej w Rydze po wojnie polsko - bolszewickiej brał udział w pracach komisji ustalającej listy wymienianych przez obie strony więźniów. Jednocześnie dzięki niemu ostatecznie strona radziecka zgodziła się wydać stronie polskiej zabytki polskie wywiezione w czasie zaborów do Rosji.
Do 1923 działał głównie wśród Polaków w Rosji.  Był wykładowcą literatury polskiej na kursach pedagogicznych w Moskwie w 1921 r.
Od chwili powstania Komunistycznej Partii Robotniczej Polski w 1918 Leszczyński utrzymywał stałą łączność z partią.  W latach 1923–1924 brał udział w dyskusji ideologicznej, jaka w tym czasie wywiązała się w KPRP, prezentując stanowisko ultralewicowe i atakując władze partii.

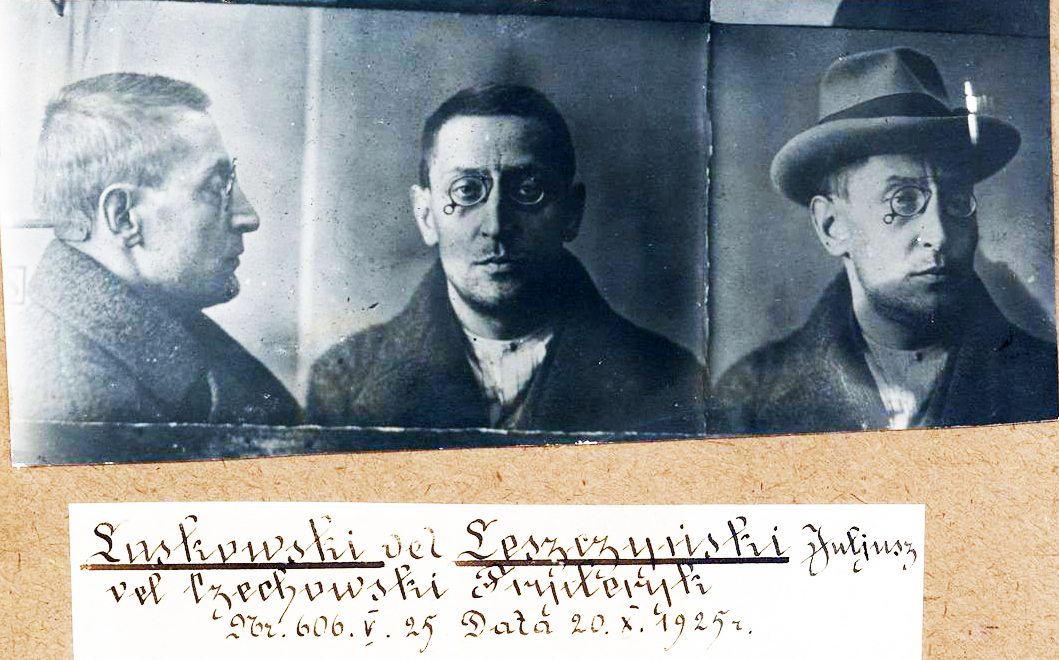
Julian Leszczyński po aresztowaniu przez Policję Państwową za działalność komunistyczną, 1925

W 1924 r. wyjechał za granicę, wpierw do Berlina, a następnie do Francji, gdzie działał we Francuskiej Partii Komunistycznej. Brał udział w obradach Komisji Polskiej V Kongresu Międzynarodówki Komunistycznej (Kominternu) w lipcu 1924. Po kongresie wrócił do kraju, gdzie z Franciszkiem Grzelszczakiem (Grzegorzewskim) i Stanisławem Mertensem (Skulskim) kierował przygotowaniami do III Zjazdu KPP. Jednakże wkrótce (w 1924) został pod nazwiskiem Laskowski aresztowany w Sosnowcu i osadzony w więzieniu. Po roku udało mu się zbiec z poczekalni sędziego śledczego w Warszawie i ukryć w mieszkaniu Leona Ferszta. Przedostał się do Berlina, a następnie do ZSRR.
W grudniu 1925 wziął udział w IV Konferencji KPP, na której został wybrany do Komitetu Centralnego. Po przewrocie majowym został przywódcą tzw. „mniejszości” w partii. Na IV Zjeździe KPP w 1927 wygłosił koreferat O sytuacji politycznej i zadaniach partii.
W 1928 był członkiem delegacji na VI Kongres Kominternu i uczestniczył w opracowaniu uchwalonego na tym kongresie Programu III Międzynarodówki. W 1929 dzięki poparciu, jakie uzyskała „mniejszość” w Międzynarodówce Komunistycznej, VI Plenum KC KPP wybrało go sekretarzem generalnym KC. Całkowicie podporządkował KPP Kominternowi. Funkcję tę pełnił do swej śmierci w 1937. W 1930 kierował obradami V Zjazdu KPP, na którym wygłosił referat sprawozdawczy. Następnie uczestniczył w opracowaniu programu KPP, który został uchwalony w 1932 na VI Zjeździe. Brał aktywny udział w działalności Komitetu Wykonawczego Międzynarodówki Komunistycznej. Na XII Plenum Komitetu Wykonawczego Kominternu w 1932 Leszczyński wygłosił referat Niemcy i Polska – węzłowe pozycje frontu rewolucyjnego. Na VII Kongresie Międzynarodówki Komunistycznej w 1935 wygłosił programowe przemówienie, stanowiące próbę skonkretyzowania dla warunków polskich wytycznych nowej taktyki jednolitego frontu. Wspólnie z innymi członkami KC KPP opracował uchwały IV Plenum (1936) i V Plenum (1937) KC KPP.
W czasie wielkiej czystki, 10 czerwca 1937 został aresztowany w Moskwie przez NKWD. 27 września 1937 skazany na śmierć przez Kolegium Wojskowe Sądu Najwyższego ZSRR za „udział w polskiej szpiegowsko-terrorystycznej organizacji”, stracony tego samego dnia. Zwłoki skremowano w krematorium na cmentarzu Dońskim i pochowano tam anonimowo.
Został zrehabilitowany 29 kwietnia 1955 postanowieniem Kolegium Wojskowego SN ZSRR.
Był autorem ponad 100 pozycji publicystycznych w czasopismach polskich i międzynarodowych.

## Upamiętnienie
W latach 1957–1991 był patronem placu w warszawskiej dzielnicy Praga-Północ, dzisiejszego placu gen. Józefa Hallera. Do 2017 jego imię nosiła ulica w Poznaniu. Był również patronem jednej z ulic w Lublinie (w dzielnicy Sławin) dzisiaj noszącej imię Wiktora Ziółkowskiego.